# Ghana op de Olympische Zomerspelen 2012
Ghana nam deel aan de Olympische Zomerspelen 2012 in Londen, Verenigd Koninkrijk.

## Deelnemers en resultaten
(m) = mannen, (v) = vrouwen

### Atletiek
| Olympiër         | Onderdeel       | Resultaat | Prestatie                           |
| ---------------- | --------------- | --------- | ----------------------------------- |
| Ignisious Gaisah | verspringen (m) | 18e       | kwalificatie groep B: 7de met 7,79m |
|                  |                 |           |                                     |
| Vida Anim        | 200m (v)        | 43e       | serie 2: 8ste in 23,71              |
| Margaret Simpson | zevenkamp (v)   | DNS       | niet gestart                        |

### Boksen
| Olympiër         | Onderdeel | Resultaat | Prestatie                                                                  |
| ---------------- | --------- | --------- | -------------------------------------------------------------------------- |
| Tetteh Sulemanu  | -49kg (m) | 17e       | 1ste ronde: V van PUR Ortiz: 6-20                                          |
| Duke Micah       | -52kg (m) | 9e        | 1ste ronde: W van MRI Lavigilante: 18-14 2de ronde: V van IRI Conlan: 8-19 |
| Isaac Dogboe     | -56kg (m) | 17e       | 1ste ronde: V van JPN Shimizu: 9-10                                        |
| Maxwell Amponsah | -91kg (m) | DNS       | niet deelgenomen                                                           |

### Gewichtheffen
| Olympiër                | Onderdeel | Resultaat | Prestatie                                                   |
| ----------------------- | --------- | --------- | ----------------------------------------------------------- |
| Alberta Boatema Ampomah | +75kg (v) | 13e       | trekken: 14de met 73kg stoten: 12de met 101kg totaal: 174kg |

### Judo
| Olympiër        | Onderdeel | Resultaat | Prestatie                              |
| --------------- | --------- | --------- | -------------------------------------- |
| Emmanuel Nartey | -73kg (m) | 17e       | 1ste ronde: V van NED Elmont: waza-ari |

Afghanistan · Albanië · Algerije · Amerikaanse Maagdeneilanden · Amerikaans-Samoa · Andorra · Angola · Antigua en Barbuda · Argentinië · Armenië · Aruba · Australië · Azerbeidzjan · Bahama's · Bahrein · Bangladesh · Barbados · België · Belize · Benin · Bermuda · Bhutan · Bolivia · Bosnië en Herzegovina · Botswana · Brazilië · Britse Maagdeneilanden · Brunei · Bulgarije · Burkina Faso · Burundi · Cambodja · Canada · Centraal-Afrikaanse Republiek · Chili · China · Chinees Taipei · Colombia · Comoren · Congo-Brazzaville · Congo-Kinshasa · Cookeilanden · Costa Rica · Cuba · Cyprus · Denemarken · Djibouti · Dominica · Dominicaanse Republiek · Duitsland · Ecuador · Egypte · El Salvador · Equatoriaal-Guinea · Eritrea · Estland · Ethiopië · Fiji · Filipijnen · Finland · Frankrijk · Gabon · Gambia · Georgië · Ghana · Grenada · Griekenland · Groot-Brittannië · Guam · Guatemala · Guinee · Guinee‑Bissau · Guyana · Haïti · Honduras · Hongarije · Hongkong · Ierland · IJsland · India · Indonesië · Irak · Iran · Israël · Italië · Ivoorkust · Jamaica · Japan · Jemen · Jordanië · Kaaimaneilanden · Kaapverdië · Kameroen · Kazachstan · Kenia · Kirgizië · Kiribati · Koeweit · Kroatië · Laos · Lesotho · Letland · Libanon · Liberia · Libië · Liechtenstein · Litouwen · Luxemburg · Macedonië · Madagaskar · Malawi · Maldiven · Maleisië · Mali · Malta · Marshalleilanden · Marokko · Mauritanië · Mauritius · Mexico · Micronesië · Moldavië · Monaco · Mongolië · Montenegro · Mozambique · Myanmar · Namibië · Nauru · Nederland · Nepal · Nicaragua · Nieuw-Zeeland · Niger · Nigeria · Noord-Korea · Noorwegen · Oeganda · Oekraïne · Oezbekistan · Oman · Oostenrijk · Oost-Timor · Pakistan · Palau · Palestina · Panama · Papoea-Nieuw-Guinea · Paraguay · Peru · Polen · Portugal · Puerto Rico · Qatar · Roemenië · Rusland · Rwanda · Saint Kitts en Nevis · Saint Lucia · Saint Vincent en Grenadines · Salomonseilanden · Samoa · San Marino · Sao Tomé en Principe · Saoedi-Arabië · Senegal · Servië · Seychellen · Sierra Leone · Singapore · Slovenië · Slowakije · Soedan · Somalië · Spanje · Sri Lanka · Suriname · Swaziland · Syrië · Tadzjikistan · Tanzania · Thailand · Togo · Tonga · Trinidad en Tobago · Tsjaad · Tsjechië · Tunesië · Turkije · Turkmenistan · Tuvalu · Uruguay · Vanuatu · Venezuela · Verenigde Arabische Emiraten · Verenigde Staten · Vietnam · Wit-Rusland · Zambia · Zimbabwe · Zuid-Afrika · Zuid-Korea · Zweden · Zwitserland · Onafhankelijke atleten